# Sophronica ruficeps
Sophronica ruficeps är en skalbaggsart som beskrevs av Stefan von Breuning 1940. Sophronica ruficeps ingår i släktet Sophronica och familjen långhorningar.
Artens utbredningsområde är Malawi. Inga underarter finns listade i Catalogue of Life.